# Petrus Johannes Josephus Vranken
Petrus Johannes Josephus Vranken nació el 10 de junio de 1870 y falleció a la edad de 77 años el 1 de junio de 1948. Nació en Bunde, Alemania y murió en Daun, Eifell, en el mismo país. Fue un organista, conductor y editor de  música sacra. En 1909 harmonizó y transpuso a la notación moderna la "Missa pro defunctis: cum Responsoriis et Libera", un año después trabajó la Misa VIII llamada "Missa de Angelis" que se encuentra en el Gradual Romano.